# 344 Desiderata
A 344 Desiderata (ideiglenes jelöléssel 1892 M) a Naprendszer kisbolygóövében található aszteroida. Auguste Charlois fedezte fel 1892. november 15-én.